# Biotroph
Biotroph (gr. βίος bios „Leben“ und τροφή trophé „Ernährung“)  nennt man Organismen, die lebende Pflanzen- oder Tiersubstanz als Nahrung verwenden. Die Pflanzen und Tiere bleiben dabei längere Zeit am Leben. 
Zu den biotrophen Organismen zählen besonders die Phytoparasiten und die Zooparasiten, daneben aber auch Symbionten wie etwa die Mykorrhizapilze und die Knöllchenbakterien. 
Sterben die Nahrungs-Organismen rasch ab, so werden die sich davon ernährenden Organismen im Gegensatz zu biotroph nekrotroph genannt. 
In einem weiteren Sinne kann sich biotroph auf alle Organismen beziehen, die sich von lebender organischer Substanz ernähren, umfasst dann also phytotrophe (Pflanzen als Nahrung), zootrophe (Tiere als Nahrung) und mikrotrophe (Mikroorganismen als Nahrung) Organismen.
Einen Überblick über andere Formen der Vergesellschaftung verschiedener Arten von Organismen bietet der Artikel Heterotrophie.
Organismen, die sich unabhängig von anderen ernähren, sind 
autotroph.